# Leonida Domide
Leonida Domide (n. ianuarie 1882, Rodna Veche – d. septembrie 1950, Cluj) a fost un deputat în Marea Adunare Națională de la Alba Iulia, organismul legislativ reprezentativ al tuturor românilor din Transilvania, Banat și Țara Ungurească, cel care a adoptat hotărârea privind Unirea Transilvaniei cu România, la 1 decembrie 1918.

## Biografie
Leonida Domide a fost fiul cunoscutului memorandist Gherasim Domide și al Elisabetei. S-a născut la 11 ianuarie 1822 la Rodna (jud. Bistrița- Năsăud) . În 1881/1882 a absolvit școlile grănicerești, ulterior a urmat școala la Bistrița, Vác și Blaj. La Blaj, profesorul său, Iacob Mureșianu, i-a descoperit talentul muzical și l-a determinat să se îndrepte înspre compoziție.

## Studii superioare și activitatea din timpul vieții

### Studiile în medicină și activitatea
A urmat studiile Facultății de medicină din Cluj și, din 1899, le-a continuat la Budapesta, unde a studiat și muzica. Devine medic în 1905, lucrând în mai multe localități ale comitatelor Bistrița și Solnoc-Dăbâca. În perioada interbelică a deținut funcția de medic-șef al județului Someș.
Sub îndrumarea lui Mica Petru Maior, Societatea a văzut nașterea primului său cor armonios. Într-un moment de pură artă, acest cor a adus la viață capodopera captivantă a lui Iacob Muresianu, „Brincoveanu Constantin”, într-un spectacol de debut care a lăsat inimile fermecate. Într-o scrisoare sinceră din 14/27 aprilie 1907, stimatul președinte al Societății, Pompiliu Nistor, și-a exprimat profunda recunoștință pentru munca transformatoare din ultimii 5-6 ani.

### Activitatea în Marea Adunare Națională
Leonida Domide va participa activ la evenimentele din 1918, iar, la 27 noiembrie, va fi ales drept unul dintre cei cinci delegați la Marea Adunare Națională de la Alba Iulia, care să reprezinte Ileanda Mare.

### Pasiunea pentru muzică
Încă din timpul facultății fost membru al Societății Petru Maior, organizând și fiind, totodată, dirijor al corului studenților români. A publicat două compoziții în revista Muza Română: Suvenir de Blaj și Someșana, care a fost prelucrată de violonistul Karel Kolar. În schimb, Suvenir de Blaj, va fi interpretată la pian, de către Enea Borza.
Cea mai de seamă compoziție a sa a fost: Înșiră-te mărgăritare, compusă, în 1909, după o legendă a lui Vasile Alecsandri și publicată în 1912, în stilul baladelor profesorului său Iacob Mureșianu, fiind o lucrare pentru soliști, cor și orcgestă.
A fost membru fondator a Societății Compozitorilor Români, înființată în 1920, sub președinția lui George Enescu.
A murit în septembrie 1950, la Cluj.